# شومبيركي بيوتوم
شومبيركي بيوتوم هو نادي كرة قدم في بولندا تأسس في 1919. يقع مقره في مدينة بيوتوم في بولندا. حاليًا، يلعب الفريق في الدوري البولندي الدرجة الرابعة. 
حقق النادي أبرز إنجازاته في موسم 1979-1980 عندما توج بلقب الدوري البولندي الممتاز. في موسم 1981-1982، كان لاعب الفريق جرزيجورز كابيكا هداف الدوري برصيد 15 هدفًا.

## وصلات خارجية
- الموقع الرسمي